# Ибрахим, Рахим
Рэш Рахи́м Ибрахи́м (англ. Rash Rahim Ibrahim; род. 10 июня 2001, Салага, Гана) — ганский футболист, нападающий клуба «Слован Братислава».

## Карьера
В октябре 2020 года перешёл в словацкий «Тренчин». Дебютировал в Фортуна-лиге летом 2021 года в матче со «Злате Моравце», отличившись голевой передачей. В Кубке Словакии дебютировал в октябре 2021 года в матче с ФК «Прибельце».